# Saitama Ageo Medics
Le Saitama Ageo Medics (埼玉上尾メディックス) sono una società pallavolistica femminile giapponese, con sede ad Ageo: militano nel campionato giapponese di SV.League; il club appartiene alla Ageo Medical Group.

## Storia
Le Ageo Chuo General Hospital vengono fondate nel 2001, prendendo parte alle categorie regionali del campionato giapponese. Dopo due soli anni, il club raggiunge la promozione nell'allora V1 League, esordendovi nel campionato 2003-04. I risultati del club, che nel frattempo cambia nome in Ageo Medics nel 2007, nella serie cadetta migliorano gradualmente di stagione in stagione, fino al raggiungimento di tre terzi posti consecutivi, a cui segue il secondo posto della stagione 2009-10, che le qualifica al Challenge Match, perso tuttavia contro le Toyota Queenseis. Nella stagione seguente il club vince per la prima volta la serie cadetta: a causa dell'evento sismico che ha devastato il Giappone, tutti i campionati vengono sospesi ed i club in testa alle classifiche dichiarati campioni.
Nel campionato 2011-12 le Ageo Medics sono di nuova seconde, ma si devono nuovamente arrendere al Challenge match contro le Toyota Queenseis. Nel campionato successivo vincono per la seconda volta la serie cadetta, ma in questa occasione escono sconfitte dalle Pioneer Red Wings negli incontri valevoli la promozione. L'ingresso nella massima serie viene però rimandato di un anno, quando, dopo il secondo posto nella stagione 2013-14, le Ageo Medics hanno la meglio sulle JT Marvelous, centrando la prima promozione in V.Premier League: i due club si incontrano nuovamente per il Challenge Match del campionato 2016-17, che sancisce la retrocessione delle Ageo Medics in divisione cadetta.
Nel 2018 sono nuovamente promosse in massima divisione, ora denominata V.League Division 1, cambiando denominazione in Saitama Ageo Medics.

## Rosa 2019-2020
| N° | Nome            | Ruolo | Data di nascita  | Nazionalità sportiva |
| -- | --------------- | ----- | ---------------- | -------------------- |
| 1  | Koyomi Tominaga | P     | 1º maggio 1989   | Giappone             |
| 3  | Alyja Santiago  | C     | 20 gennaio 1996  | Filippine            |
| 4  | Miyuki Horie    | S     | 12 ottobre 1998  | Giappone             |
| 5  | Nonoka Yamazaki | P     | 9 settembre 1998 | Giappone             |
| 6  | Syuri Yamaguchi | C     | 2 settembre 1998 | Giappone             |
| 7  | Akane Yamagishi | L     | 8 gennaio 1991   | Giappone             |
| 8  | Yuuri Yoshino   | S     | 16 dicembre 1999 | Giappone             |
| 9  | Mami Miura      | C     | 21 luglio 1993   | Giappone             |
| 10 | Yūka Satō       | S     | 24 gennaio 1994  | Giappone             |
| 11 | Kyōko Aoyagi    | S     | 16 dicembre 1991 | Giappone             |
| 12 | Miku Iwasawa    | L     | 13 ottobre 1999  | Giappone             |
| 13 | Misaki Inoue    | P     | 8 settembre 1994 | Giappone             |
| 14 | Mako Shina      | S     | 6 agosto 1999    | Giappone             |
| 15 | Ami Wakamatsu   | S     | 26 giugno 1999   | Giappone             |
| 16 | Miku Sasaki     | S     | 25 maggio 1999   | Giappone             |
| 17 | Katarina Barun  | O     | 1º dicembre 1983 | Croazia              |
| 18 | Hirona Gonda    | C     | 11 gennaio 2001  | Giappone             |
| 19 | Momoko Niida    | S     | 1º agosto 2000   | Giappone             |
| 23 | Risa Omuro      | L     | 4 novembre 1995  | Giappone             |

## Denominazioni precedenti
- 2001-2007: Ageo Chuo General Hospital
- 2007-2018: Ageo Medics